# Kaliciwirusy

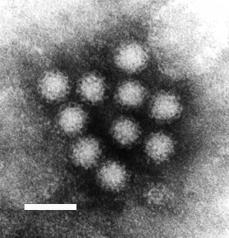
Norovirus z rodziny kaliciwirusów

Kaliciwirusy (łac. Caliciviruses, z łac. calix - kielich) − rodzina wirusów, charakteryzujących się następującymi cechami:
- Symetria: ikosaedralna, kształt wirionu zbliżony do kulistego, jednak na powierzchni występują 32 wgłębienia o profilu kielicha (stąd nazwa rodziny wywodząca się od łacińskiego słowa "calyx", czyli kielich), które powodują, że kształt kaliciwirusów jest dosyć charakterystyczny. Spotykane są jednak również nieliczne gatunki nie posiadające wspomnianych wgłębień
- Otoczka lipidowa: brak
- Kwas nukleinowy: ssRNA(+)
- Replikacja: zachodzi w cytoplazmie zakażonej komórki
- Wielkość: 35-39 nm średnicy
- Gospodarz: kręgowce
- Cechy dodatkowe: znane głównie jako wirusy zwierzęce, jednak wiadomo już, że mogą powodować także choroby u ludzi

Kalicywirusy występują w takich organizmach jak: człowiek, bydło, świnie, delfiny, kury, gady, płazy. W Australii wprowadzono kalicywirusy do populacji królików dla ograniczenia ich liczebności.
Systematyka rodziny kaliciwirusów przedstawia się następująco:
- Rodzina: Caliciviridae (Kaliciwirusy)
  - Rodzaj: Vesivirus (dwa gatunki)
  - Rodzaj: Lagovirus
  - Rodzaj: Norovirus
    - Norwalk virus (NV), zwyczajowo wirus Norwalk

  - Rodzaj: Nebovirus (jeden gatunek)
  - Rodzaj: Saporovirus
    - Sapporo virus (SV), zwyczajowo wirus Sapporo

## Przenoszenie
Kalicywirusy przenoszą się najczęściej drogą fekalno-oralną, ale mogą też przenosić się drogą kropelkową. 

## Choroby u ludzi
Choroby wywoływane przez kaliciwirusy u ludzi to przede wszystkim ostre zapalenie żołądka i jelit z objawami takimi jak wymioty i biegunka. Objawy mogą się pojawić po okresie 2 dni inkubacji i występują najczęściej przez 3 dni. Choroby biegunkowe są wywoływane przez wirusa Norwalk oraz wirusa Sapporo. Większość infekcji kalicywirusami nie wymaga szczególnej opieki medycznej, ale pacjenci z immunosupresją mogą wymagać hospitalizacji i nawodnienia.